# 포츠머스 (뉴햄프셔주)

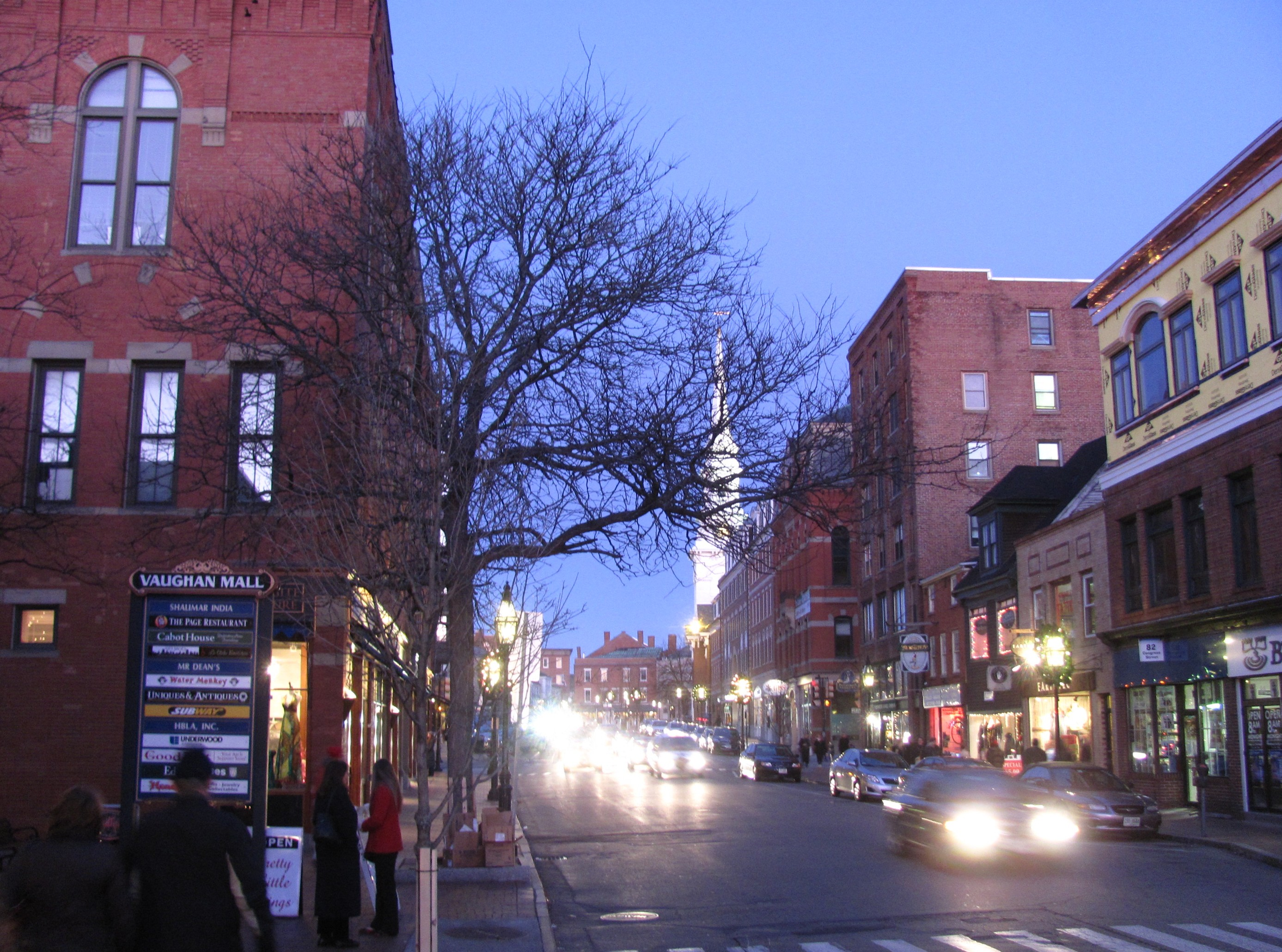

포츠머스(Portsmouth)는 미국 동북부 뉴햄프셔주 록킹햄 군에 있는 도시이다. 뉴햄프셔주 동남부, 대서양에 흘러들어가는 강 하류에 위치하는 항구도시이다. 강 건너편은 메인주에 속한다. 포츠머스는 17세기 전반에 건설된 뉴햄프셔 주에서 가장 오래된 도시이다. 지명은 영국의 포츠머스에서 유래한다.
이곳에는 1800년 설립된 미국 최초의 해군 조선소인 포츠머스 해군 조선소가 있다. 미국 건국 당시에는 조선업으로 번창하였는데, 특히 군함 제조가 유명하였다. 오랫동안 해군 기지가 있어 군사 도시로서의 기능을 했고, 20세기 이후로는 공군 기지도 들어서 있다. 미국에서는 역사가 깊은 도시로, 중심가에는 식민지 시대의 건물 및 해군 관련 시설들이 복원되어 있다.
1905년 러일전쟁의 강화조약인 포츠머스 조약이 이곳에서 체결되었다. 미국 대통령 시어도어 루스벨트의 중재로 이 해군 조선소에서 86호동에서 회담이 이뤄졌으며, 포츠머스 조약은 1905년 9월 5일에 체결되었다. 또한 2005년에 이 해군 조선소 폐쇄가 발표되어 이에 대한 반대 운동이 일어났다.

## 인구
| 인구조사    | 인구   | Note  | %±     |
| ----------- | ------ | ----- | ------ |
| 1790년      | 4,720  |       | —      |
| 1800년      | 5,339  |       | 13.1%  |
| 1810년      | 6,934  |       | 29.9%  |
| 1820년      | 7,327  |       | 5.7%   |
| 1830년      | 8,026  |       | 9.5%   |
| 1840년      | 7,887  |       | −1.7%  |
| 1850년      | 9,738  |       | 23.5%  |
| 1860년      | 9,335  |       | −4.1%  |
| 1870년      | 9,211  |       | −1.3%  |
| 1880년      | 9,690  |       | 5.2%   |
| 1890년      | 9,827  |       | 1.4%   |
| 1900년      | 10,637 |       | 8.2%   |
| 1910년      | 11,269 |       | 5.9%   |
| 1920년      | 13,569 |       | 20.4%  |
| 1930년      | 14,495 |       | 6.8%   |
| 1940년      | 14,821 |       | 2.2%   |
| 1950년      | 18,830 |       | 27.0%  |
| 1960년      | 26,900 |       | 42.9%  |
| 1970년      | 25,717 |       | −4.4%  |
| 1980년      | 26,254 |       | 2.1%   |
| 1990년      | 25,925 |       | −1.3%  |
| 2000년      | 20,784 |       | −19.8% |
| 2010년      | 21,233 |       | 2.2%   |
| 2019 (추산) | 21,927 | [ 1 ] | 3.3%   |
| sources:    |        |       |        |

## 기후
| Portsmouth의 기후        | Portsmouth의 기후 | Portsmouth의 기후 | Portsmouth의 기후 | Portsmouth의 기후 | Portsmouth의 기후 | Portsmouth의 기후 | Portsmouth의 기후 | Portsmouth의 기후 | Portsmouth의 기후 | Portsmouth의 기후 | Portsmouth의 기후 | Portsmouth의 기후 | Portsmouth의 기후 |
| 월                       | 1월               | 2월               | 3월               | 4월               | 5월               | 6월               | 7월               | 8월               | 9월               | 10월              | 11월              | 12월              | 연간              |
| ------------------------ | ----------------- | ----------------- | ----------------- | ----------------- | ----------------- | ----------------- | ----------------- | ----------------- | ----------------- | ----------------- | ----------------- | ----------------- | ----------------- |
| 일평균 최고 기온 °F (°C) | 32 (0)            | 32 (0)            | 41 (5)            | 52 (11)           | 64 (18)           | 73 (23)           | 79 (26)           | 77 (25)           | 70 (21)           | 59 (15)           | 48 (9)            | 34 (1)            | 54 (12)           |
| 일일 평균 기온 °F (°C)   | 25 (−4)           | 25 (−4)           | 34 (1)            | 45 (7)            | 54 (12)           | 64 (18)           | 70 (21)           | 68 (20)           | 61 (16)           | 50 (10)           | 41 (5)            | 28 (−2)           | 46 (8)            |
| 일평균 최저 기온 °F (°C) | 16 (−9)           | 18 (−8)           | 27 (−3)           | 36 (2)            | 45 (7)            | 55 (13)           | 61 (16)           | 59 (15)           | 52 (11)           | 41 (5)            | 34 (1)            | 21 (−6)           | 37 (3)            |
| 평균 강우량 인치 (mm)    | 3.7 (93)          | 3.9 (98)          | 3.3 (85)          | 3.2 (82)          | 3.2 (82)          | 2.8 (72)          | 3.1 (79)          | 2.2 (57)          | 3.7 (94)          | 3.7 (93)          | 5.1 (129)         | 4.4 (113)         | 42.3 (1,075)      |
| 출처:                    |                   |                   |                   |                   |                   |                   |                   |                   |                   |                   |                   |                   |                   |

## 자매 도시
- 니치난시, 일본
- 세베로드빈스크, 러시아